# Сазоново (Калузька область)
Сазоново (рос. Сазоново) — присілок в Мединському районі Калузької області Російської Федерації.
Населення становить 5 осіб. Входить до складу муніципального утворення Присілок Брюхово.

## Історія
Від 2004 року входить до складу муніципального утворення Присілок Брюхово.

## Населення
| 2002 | 2010 |
| ---- | ---- |
| 8    | ↘5   |